# Raúl de Alba Casillas
Raúl de Alba Casillas (* 1936 oder 1937; † 5. Mai 2010) war ein mexikanischer Fußballspieler auf der Position des rechten Außenverteidigers.

## Leben
De Alba gehörte in der Saison 1960/61 zum Kader der Meistermannschaft des Club Deportivo Guadalajara. Er starb am 5. Mai 2010 im Alter von 73 Jahren.

## Erfolge
- Mexikanischer Meister: 1960/61